# 永山止米郎

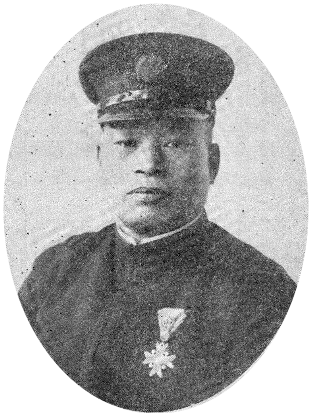
永山止米郎

永山 止米郎（ながやま とめお、1882年（明治15年）4月 - 1940年（昭和15年）12月25日）は、台湾総督府官僚。

## 経歴
茨城県出身。1904年（明治37年）に東京帝国大学農科大学実科を卒業し、1907年（明治40年）には法政大学英法科を卒業した。同年、高等文官試験に合格し、山林事務官補、山林事務官、鴨緑江採木公司参事・営業部長を務めたのち台湾総督府に転じ、阿里山作業所事務官、営林局事務官、専売局参事を歴任。1927年（昭和2年）、新竹州知事に就任し、その後台南州知事に転じた。
退官後は、嘉南大圳の組合理事長を務め、さらに京王電気軌道株式会社取締役を務めた。墓所は多磨霊園